# Банні-хоп

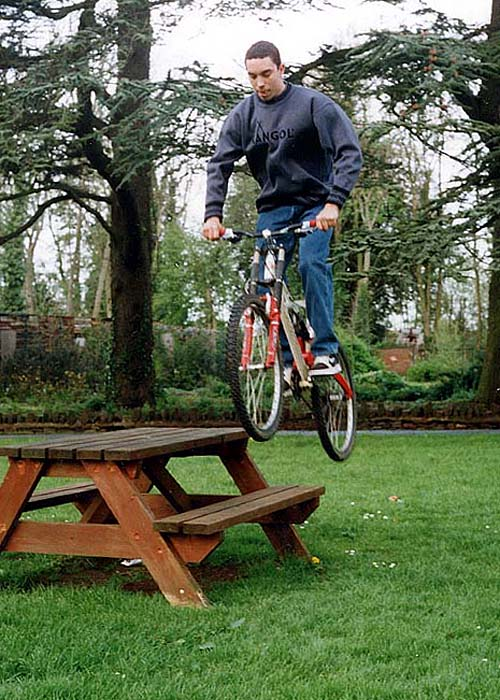
Банні-хоп на гірському велосипеді

Банні-хоп (англ. bunny hop) — стрибок на велосипеді на або через перешкоду. Спочатку райдер різко піднімає переднє колесо, переносячи вагу тіла назад, потім піднімається заднє, не опускаючи переднього. Приземлятися треба, як правило, або на заднє колесо, або на два одночасно. Стрибок двома колесами одночасно не є Банні-хопом.
Банні-хопом можна встрибувати і перестрибувати досить високі перешкоди, висотою навіть більше одного метра (Світовий рекорд з Банніхопу через планку поставив американець Джефф Леноскі - 1,68м!). З Банні можна виконувати більшість трюків, наприклад, кренкфліп, барспін, ноу-фут, 180/360, ноу-хенд та інші. Банні-хоп є фундаментальним трюком і його необхідно освоїти, особливо в стріту та тріалі.

## Техніка виконання
Bunny hop виконується, наближаючись до перешкоди з середньою швидкістю руху, з легко зігнутими руками і ногами. Під час наближення до перешкоди велосипедист спочатку повинен зсунути свій центр ваги на заднє колесо велосипеда і тягнути руль назад, викликаючи підйом переднього колеса, схожого на виконання мануала. Коли переднє колесо досягає максимальної висоти, вони "збирають" задню частину велосипеда, направляючи носки вниз і застосовуючи назад і вгору силу до педалей, тискаючи вниз і вперед на кермо. Корисно думати про підйом заднього колеса як про швидке рухання кисті вперед і одночасне зсування ваги. Комбінація цих двох рухів дозволяє велосипедисту спочатку підняти свій центр ваги, а потім зафіксувати велосипед під собою, щоб досягти більшого просвіту над поверхнею. Друга техніка, яку легше виконати на велосипеді з повним амортизатором, - це застосування вагової стискаючої сили вниз в руль та педалі. Коли досягається повна стискаюча сила, тоді виконується стрибок вгору, розгружаючи обидва руль і педалі на однакову величину, так що обидва колеса відірвуться від землі. Цю техніку також можна поєднати з підйомом велосипеда за допомогою педалей без защіплених механізмів, і її іноді називають англійським банні-хопом.